# Jamaal Magloire
Jamaal Dane Magloire (Toronto, Ontario, 21. svibnja 1978.) kanadski je profesionalni košarkaš. Igra na poziciji centra, a trenutačno je član NBA momčadi Miami Heata. Izabran je u 1. krugu (19. ukupno) NBA drafta 2000. od strane Charlotte Hornetsa. 

## Sveučilište
Pohađao je sveučilište u Kentuckyju. U dresu Wildcatsa, osvojio je NCAA natjecanje 1998. godine. Sveučilišnu karijeru završio je kao najbolji bloker sveučilišta sa svojih 268 blokada.

## NBA karijera

### Charlotte i New Orleans Hornets
Izabran je kao 19. izbor NBA drafta 2000. od strane Charlotte Hornetsa. U prve dvije sezone bio je rezervni centar i prosječno je postizao 6.5 poena za 16.8 minuta u igri. U sezoni 2002./03. Hornetsi su se preselili iz Charlottea u New Orleans. Međutim to nije omelo Magloirea da starta u sve 82 utakmice i prosječno postiže 10.3 poena i 8.8 skokova. U sezoni 2003./04. Magloire je prosječno postizao 13.6 poena i 10.3 skokova te izborio nastup na All-Star utakmici. Time je postao tek drugi Kanađanin, nakon Stevea Nasha, koji je izborio nastup na All-Star utakmici. Magloire je igrao sjajno te je utakmicu završio, predvodivši Istok, s 19 poena i 8 skokova za 21 minutu igre.

### Milwaukee Bucks
26. listopada 2005. mijenjan je u Milwaukee Buckse za Desmonda Masona, izbor prve runde na draftu te nešto novca.

### Portland Trail Blazers
31. srpnja 2006. Magloire je mijenjan u Portland Trail Blazerse za Stevea Blakea, Ha Seung-Jina i Briana Skinnera. Tijekom prvih 20 utamica s Blazersima, Magloire nije uspio postići više od 9 poena. Sezonu je završio s prosjkeom od 6.5 poena i 6.1 skokova za 21 minutu igre te je uskoro postao slobodan igrač.

### New Jersey Nets
17. srpnja 2007. Magloire je potpisao s New Jersey Netsima. U sezoni 2007./08. prosječno je postizao samo 1.8 poena i 3.4 skokova te je 22. veljače 2008. otpušten iz kluba.

### Dallas Mavericks
26. veljače 2008. potpisao je za Dallas Maverickse kojima je trebala zamjena za centra Erica Dampiera nakon odlaska njihovog rezervnog centra DeSagane Diopa zajedno s Devinom Harrisom u New Jersey Netse u zamjenu za Jasona Kidda.

### Miami Heat
30. travnja 2008. Magloire je potpisao za Miami Heate. U momčad je unio sigurnost na poziciji centra i bio je vrlo koristan igrač. 26. siječnja 2009. objavljeno je da je Magloire produžio ugovor te da će u dresu Miamia ostati so kraja sezone 2009./10.

## NBA statistika

### Regularni dio
| Godina    | Klub        | Odig. uta. | Uta. poč. | Min. | 2P%  | 3P%  | Sl. bac.% | Skok. | Asist. | Ukr. lop. | Blok. | Poena |
| --------- | ----------- | ---------- | --------- | ---- | ---- | ---- | --------- | ----- | ------ | --------- | ----- | ----- |
| 2000./01. | Charlotte   | 74         | 0         | 14.8 | .450 | .000 | .655      | 4.0   | .4     | .2        | 1.0   | 4.6   |
| 2001./02. | Charlotte   | 82         | 8         | 18.9 | .551 | .000 | .730      | 5.6   | .4     | .3        | 1.0   | 8.5   |
| 2002./03. | New Orleans | 82         | 82        | 29.8 | .480 | .000 | .717      | 8.8   | 1.1    | .6        | 1.4   | 10.3  |
| 2003./04. | New Orleans | 82         | 82        | 33.9 | .473 | .000 | .751      | 10.3  | 1.0    | .5        | 1.2   | 13.6  |
| 2004./05. | New Orleans | 23         | 22        | 30.6 | .432 | .000 | .602      | 8.9   | 1.3    | .3        | 1.0   | 11.7  |
| 2005./06. | Milwaukee   | 82         | 82        | 30.1 | .467 | .000 | .535      | 9.5   | .7     | .3        | 1.0   | 9.2   |
| 2006./07. | Portland    | 81         | 23        | 21.0 | .504 | .000 | .541      | 6.1   | .4     | .3        | .8    | 6.5   |
| 2007./08. | New Jersey  | 24         | 2         | 10.8 | .306 | .000 | .452      | 3.4   | .3     | .0        | .4    | 1.8   |
| 2007./08. | Dallas      | 7          | 0         | 3.9  | .500 | .000 | .462      | 1.1   | .0     | .1        | .0    | 1.7   |
| 2008./09. | Miami       | 55         | 12        | 12.9 | .496 | .000 | .483      | 4.0   | .4     | .2        | .4    | 2.9   |
| Ukupno    |             | 592        | 313       | 23.2 | .480 | .000 | .653      | 6.9   | .6     | .3        | .9    | 8.0   |
| All-Star  |             | 1          | 0         | 21.0 | .563 | .000 | .500      | 8.0   | .0     | 1.0       | 1.0   | 19.0  |

### Doigravanje
| Godina    | Klub        | Odig. uta. | Uta. poč. | Min. | 2P%  | 3P%  | Sl. bac.% | Skok. | Asist. | Ukr. lop. | Blok. | Poena |
| --------- | ----------- | ---------- | --------- | ---- | ---- | ---- | --------- | ----- | ------ | --------- | ----- | ----- |
| 2000./01. | Charlotte   | 10         | 0         | 11.0 | .571 | .000 | .304      | 2.8   | .3     | .0        | .6    | 3.9   |
| 2001./02. | Charlotte   | 8          | 0         | 21.0 | .550 | .000 | .761      | 5.6   | .6     | .0        | 1.9   | 12.3  |
| 2002./03. | New Orleans | 6          | 6         | 31.3 | .449 | .000 | .758      | 8.3   | .3     | .7        | 1.0   | 11.5  |
| 2003./04. | New Orleans | 7          | 7         | 34.1 | .418 | .000 | .750      | 9.1   | .7     | .4        | 1.0   | 11.0  |
| 2005./06. | Milwaukee   | 5          | 5         | 27.0 | .474 | .000 | .600      | 8.0   | 1.0    | .4        | 1.2   | 9.0   |
| 2008./09. | Miami       | 6          | 0         | 7.8  | .333 | .000 | .000      | 1.8   | .2     | .0        | .0    | .3    |
| Ukupno    |             | 42         | 18        | 21.1 | .476 | .000 | .682      | 5.7   | .5     | .2        | .9    | 7.9   |

## Vanjske poveznice
- Službena stranica
- Profil na NBA.com
- Profil na Basketball-Reference.com
- Profil na ESPN.com